# Guadalupe Huexocuapan
Guadalupe Huexocuapan är en ort i Mexiko.   Den ligger i kommunen Atlixco och delstaten Puebla, i den sydöstra delen av landet, 80 km sydost om huvudstaden Mexico City. Guadalupe Huexocuapan ligger 2 075 meter över havet och antalet invånare är 442.
Terrängen runt Guadalupe Huexocuapan är huvudsakligen kuperad, men åt nordväst är den bergig. Runt Guadalupe Huexocuapan är det tätbefolkat, med 459 invånare per kvadratkilometer. Närmaste större samhälle är Atlixco, 10,9 km öster om Guadalupe Huexocuapan. Omgivningarna runt Guadalupe Huexocuapan är en mosaik av jordbruksmark och naturlig växtlighet.